# 硬头苦竹
硬头苦竹（学名：Pleioblastus longifimbriatus）为禾本科大明竹属下的一个种。

## 扩展阅读
- 維基物種上的相關：硬头苦竹